# Flora Steiger-Crawfordová
Flora Steiger-Crawfordová (1. září 1899 Bombaj – 31. července 1991 Curych) byla švýcarská architektka, designérka a sochařka. Byla první architektkou, která vystudovala architekturu ve Švýcarsku.

## Život
Flora Crawfordová se narodila v Bombaji v anglické rodině elektroinženýra Archibalda Allana Crawforda a jeho ženy Marie Elisabeth, rozené Veillonové. V roce 1904 se rodina přestěhovala do Curychu V letech 1919–1923 Flora Crawford studovala architekturu u Gustava Gulla a Karla Coelestina Mosera na Spolkové vysoké technické škole v Curychu (EHTZ). V roce 1923 získala jako první žena ve Švýcarsku diplom z architektury. Během studia se poznala s Rudolfem Steigerem, který zde také studoval architekturu. V roce 1924 se za něj provdala; z tohoto manželského svazku se narodili dva synové: Martin a Peter Steiger, oba architekti.
Její sestra Lily Crawfordová (1896–1979) byla provdána za švýcarského spisovatele Rudolfa Jakoba Humma.
Flora Steiger-Crawfordová zemřela 30. července 1991 ve věku 91 let. Je pohřbena na hřbitově Wikiton ve čtvrti ve východní části Curychu.
V roce 2011 bylo na počest Flory Steiger-Crawfordové v EHTZ pojmenováno náměstí.

## Dílo
Flora Steiger-Crawfordová po studiu krátce pracovala jako architektka ve firmě  Pfleghard & Häfeli v Curychu. V roce 1924 se svým manželem založili vlastní ateliér nejdříve v Riehenu v Basileji a pak se přestěhovali do Curychu. V roce 1924 navrhli první projekt, Sandreuterův dům v Riehenu, který je první modernistická stavba ve Švýcarsku.
Společně s manželem navrhli sanatorium, které bylo postaveno v letech 1928–1930 na náhorní plošině obce Crans Montana ve Walliských Alpách. Před zahájením druhé světové války bylo sanatorium přestavěno na hotel Bella Lui. Po válce byl hotel útočištěm a rekvalifikačním střediskem pro židy, kteří přežili válku. V roce 2003 byla budova prohlášena kantonem Valais za chráněnou památku a byla restaurována.
Flora se také zabývala designem. Multifunkční kancelářskou budovu Zett House v Curychu vybavila nábytkem a pro kavárnu navrhla stohovatelnou konzolovou židli. Židle z ploché chromované oceli se používala ve dvou variantách. První varianta pro použití v interiéru byla s proutěným sedákem, druhá varianta pro venkovní prostor byla s leskle lakovaným překližkovým sedákem. Zett House byl postaven v letech 1930–1933 podle návrhu architekta Rudolfa Steigera a inženýra Carla Hubachera.
Od roku 1930 se intenzívněji věnovala sochařství. V roce 1938 ukončila práci architektky ve prospěch sochařství.
V letech 1958–1960 vyprojektovala společně se svým manželem a syny rodinný dům na Bergstrasse v Curychu.
V letech 1938–1991 byla členkou Společnosti švýcarských malířů, sochařů a umělců (německy Gesellschaft schweizerischer Malerinnen, Bildhauerinnen und Kunstgewerblerinnen).

## Galerie

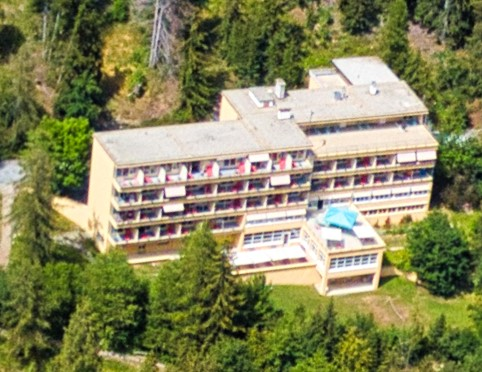
Hotel Bella Lui
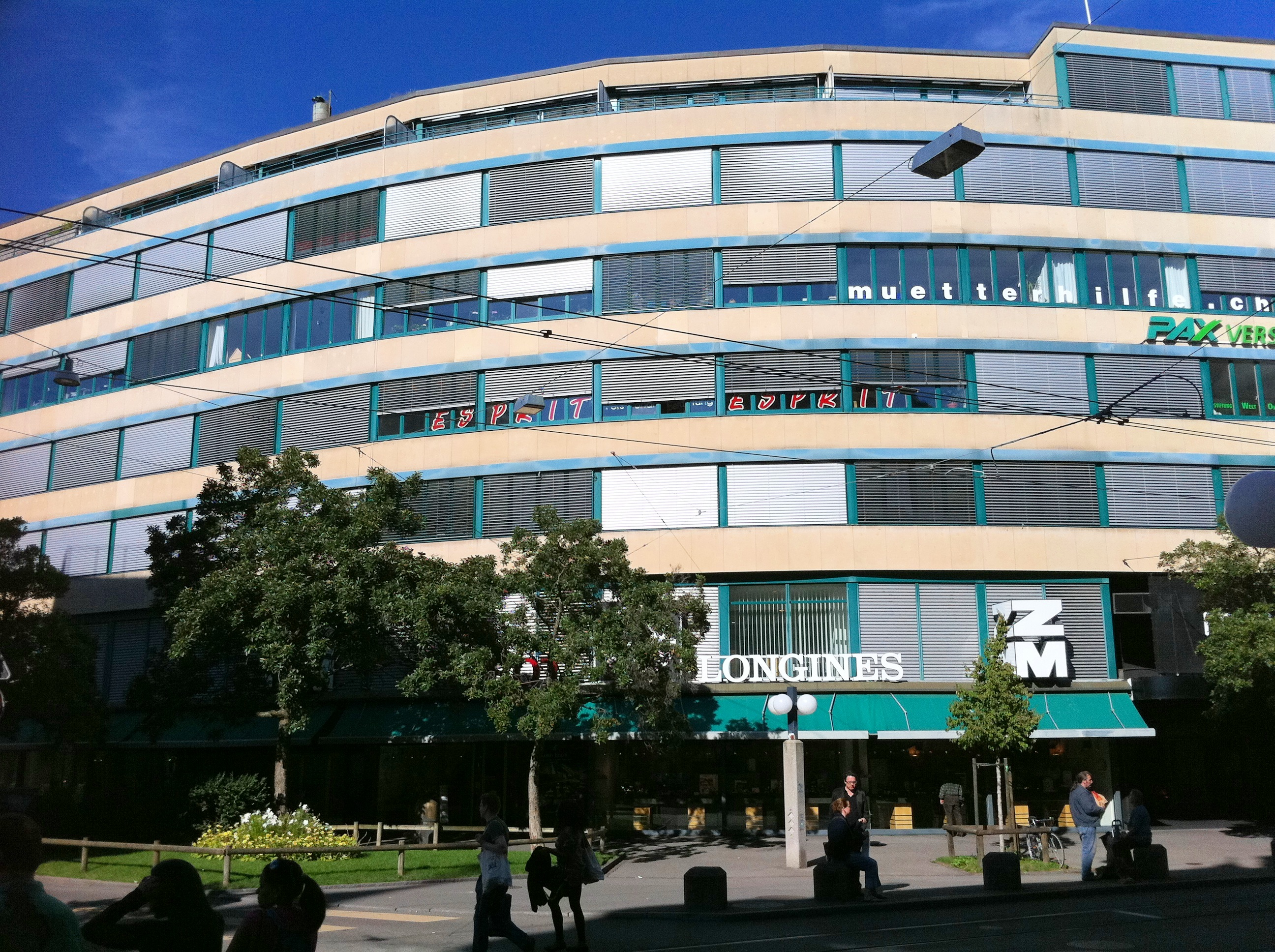
Zett Haus